# کاملی سوئجیما
کاملی سوئجیما (انگلیسی: Kameli Soejima؛ زادهٔ ۱ ژوئن ۱۹۸۳) بازیکن راگبی ۷ نفره اهل ژاپن است.